# 1918年臺灣
|        | 臺灣歷史 \| 台灣歷史年表 |
| 世纪： | 19世纪臺灣 \| 20世纪臺灣 \| 21世纪臺灣 |
| 年代： | 1880年代臺灣 \| 1890年代臺灣 \| 1900年代臺灣 \| 1910年代臺灣 \| 1920年代臺灣 \| 1930年代臺灣 \| 1940年代臺灣                                           |
| 年份： | 1913年臺灣 \| 1914年臺灣 \| 1915年臺灣 \| 1916年臺灣 \| 1917年臺灣 \| 1918年臺灣 \| 1919年臺灣 \| 1920年臺灣 \| 1921年臺灣 \| 1922年臺灣 \| 1923年臺灣 |
| 纪年： | 戊午年（马年）、日本大正7年 |

1918年臺灣已被日本統治23年，本年臺灣總督府民政長官改稱總務長官。「六三法撤廢期成同盟會」於東京成立，:250鼠疫絕跡。

## 政府

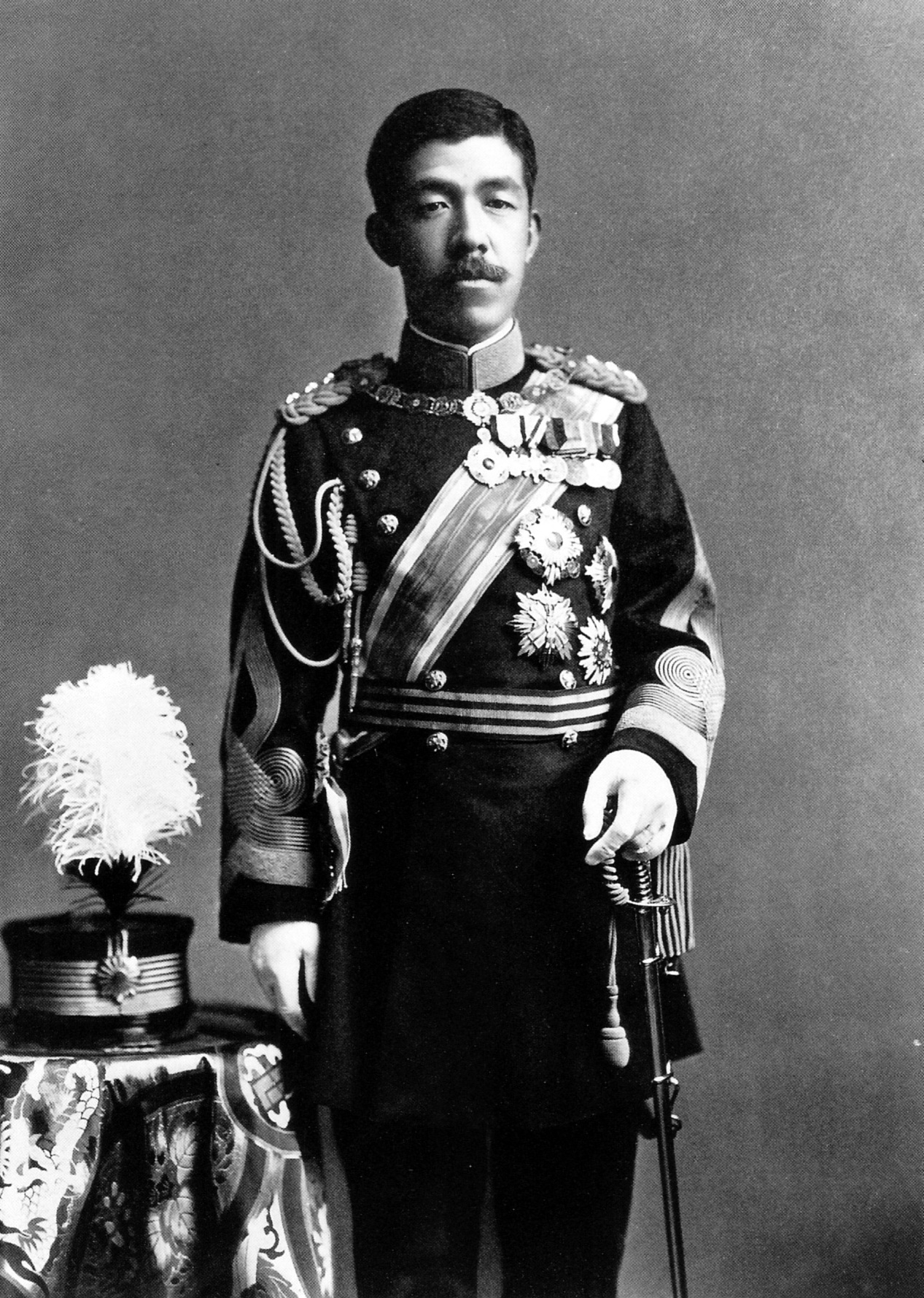
天皇：大正天皇
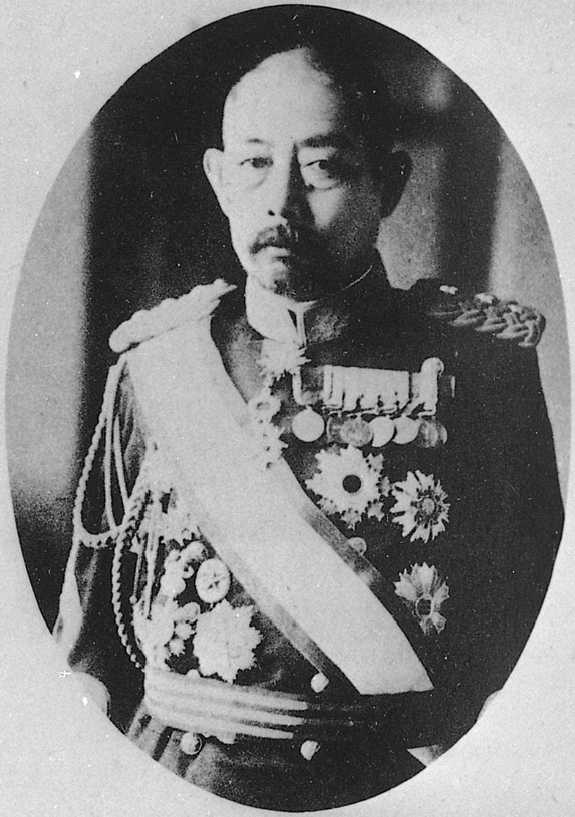
臺灣總督：明石元二郎
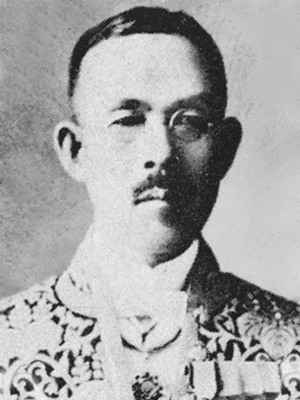
民政長官：下村宏

### 成員變動

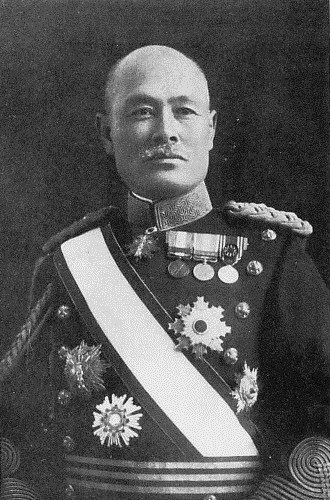
臺灣總督：安東貞美

## 大事記
- 2月24日——鼠疫終熄祝賀會。[2]:110
- 5月——「六三法撤廢期成同盟會」於東京成立。
- 6月6日——明石元二郎就任第七任臺灣總督[3]:196。
- 6月11日——公布〈總督府醫學校規則〉[3]:196。
- 8月20日——臺灣總督府民政長官改稱總務長官，原民政長官下村宏續任。

## 出生
- 2月11日——楊基銓，經濟及金融官僚。曾任經濟部常務次長、華南銀行董事長。（2004年逝世）
- 6月10日——田朝明，醫師、民主運動先驅。長年支持政治、人權運動與臺灣獨立運動。（2010年逝世）
- 8月20日——阿匹婆，資深藝人。（2009年逝世）
- 11月9日——史明，左翼臺灣獨立運動參與者。獨立臺灣會領導人，著有《臺灣人四百年史》。（2019年逝世）
- 11月28日——郭琇琮，作家、社會運動參與者。中共黨員，戰後被國民黨政府處決。（1950年逝世）
- 12月20日——陳五福，眼科醫師。創辦「慕光盲人重建中心」，有「台灣史懷哲」之稱。（1997年逝世）
- 12月22日——那卡諾，本名黃仲鑫，作詞家。代表作有《望你早歸》。（1993年逝世）

## 逝世
- 7月26日——黃玉階，漢醫師、公益運動參與者。日治時期創立台北天然足會，鼓吹剪辮髮、廢除台灣女子纏足。（1850年出生）